# Хвостовой плавник

Строение светящегося анчоуса Lampanyctodes hectoris (с гомоцеркальным хвостовым плавником)
1 — жаберная крышка
2 — боковая линия
3 — спинной плавник
4 — жировой плавник
5 — хвостовой стебель
6 — хвостовой плавник
7 — анальный (подхвостовой) плавник
8 — фотофоры
9 — брюшной плавник (парный)
10 — грудной плавник (парный)

Виды хвостовых плавников:
A) гетероцеркальный
B) протоцеркальный
C) гомоцеркальный
D) дифицеркальный

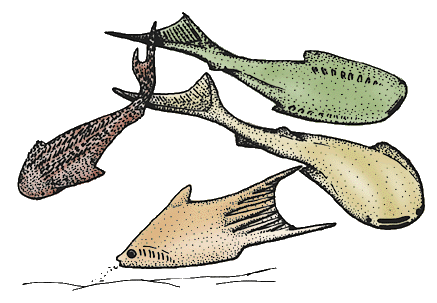
Остракодермы телодонты с гипоцеркальным хвостовым плавником

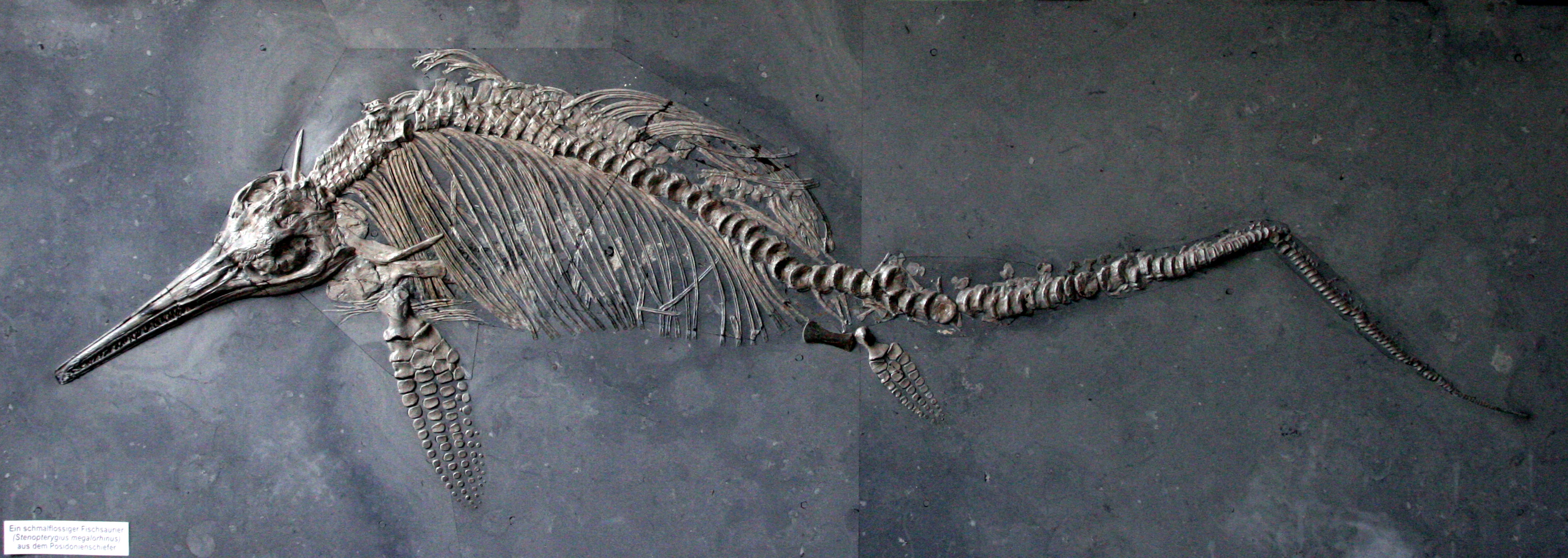
Ихтиозавр стеноптеригий с гипоцеркальным хвостовым плавником

Хвостово́й плавни́к — плавник, расположенный на хвосте многих водных животных: бесчелюстных, рыб, некоторых морских млекопитающих (китообразных и сирен), а также некоторых вымерших морских рептилий. Его форма тесно связана с типом передвижения.
Различают такие типы хвостовых плавников:
- 1.  Протоцеркальный (первично-симметричный) — хвостовой плавник, не раздвоенный на две лопасти. Есть только у личинок рыб.
- 2.  Гетероцеркальный — хвостовой плавник с лопастями существенно разной длины, причём верхняя лопасть длиннее, и в неё заходит хвостовой отдел позвоночника. Характерен для хрящевых рыб и осетрообразных (а также — для большинства панцирных и части лопастепёрых рыб[1]).
- 3.  Обратно-гетероцеркальный (гипоцеркальный) — хвостовой плавник с лопастями существенно разной длины, причём нижняя лопасть длиннее, и в неё заходит хвостовой отдел позвоночника (или конец хорды). Характерен для ихтиозавров, мозазавров и многих (но не всех) остракодерм[2][3].
- 4.  Гомоцеркальный — хвостовой плавник с лопастями одинакового размера, причём концевые позвонки позвоночного столба сливаются в палочковидную косточку (уростиль, англ. urostyle), которая заходит в основание верхней лопасти плавника, а основание нижней лопасти поддерживается разросшимися, довольно широкими нижними дугами позвонков — гипуралиями. Характерен для большинства лучепёрых рыб.
- 5.  Дифицеркальный — хвостовой плавник, сливающийся со спинным и анальным плавниками. Характерен для части лопастепёрых и некоторых панцирных рыб[1].

Непарные плавники, лишённые скелета, есть у личинок земноводных, у взрослых хвостатых земноводных и некоторых других животных. У китообразных и сирен хвостовые плавники — равнолопастные (симметричные), но расположены в горизонтальной плоскости, так как предки этих животных при возвращении в водную среду обитания сохранили присущую всем млекопитающим способность сгибать при движении туловище в вертикальной плоскости.

## Скелет хвостового плавника костистых рыб
Механической поддерживающей структурой хвостового плавника у рыб является скелет. К скелету хвостового плавника крепятся мышцы, управляющие плавником, и плавниковые лучи. Среди основных элементов скелета хвостового плавника выделяют:
- уростиль, или уростилярный комплекс, представляющий собой комплекс из нескольких уральных позвонков, слившихся в процессе эволюции в единую кость;
- гипуралии — нижние костные элементы, крепящиеся к вентральной стороне уростиля и поддерживающие основные лучи плавника;
- эпуралии — верхние костные элементы, лежащие над дорсальной стороной уростиля;
- встречающиеся у многих рыб верхний и нижний хвостовые хрящи, поддерживающие краевые лучи хвостового плавника.